# 2009
Het jaar 2009 is een jaartal volgens de christelijke jaartelling.

## Vieringen en herdenkingen
- Internationaal Calvijnjaar vanwege het vijfhonderdste geboortejaar van de protestantse kerkhervormer Johannes Calvijn.
- Darwinjaar 2009 vanwege het tweehonderdste geboortejaar van natuuronderzoeker en bioloog Charles Darwin.
- De International Astronomical Union (IAU) heeft 2009 samen met UNESCO uitgeroepen tot het Internationaal Jaar van de Sterrenkunde (International Year of Astronomy, ofwel afgekort IYA2009) ter herdenking van de 400e verjaardag van Galileo's eerste waarnemingen met een telescoop.
- Jaar van de Natuurlijke Vezels.[1]
- In de Chinese astrologie is 2009 het jaar van de os of koe.

## Gebeurtenissen
Zie voor meer gebeurtenissen de maandartikelen in de infobox en categorie:2009.

### januari
- 1 - Slowakije treedt als 16de land toe tot de eurozone.
- 1 - Bij een brand in een nachtclub in de Thaise hoofdstad Bangkok komen 61 mensen om het leven.
- 3 - Na een week van bombardementen op doelen van Hamas trekken Israëlische troepen de Gazastrook binnen om ter plaatse tegen de organisatie te vechten.
- 3 - Creatie van het Bitcoin netwerk, het eerste block bekend als het "genesis block" werd gedolven.
- 11 - De Mozah, de allereerste Q-Max gastanker, levert haar eerste lading van 266 000 m³ lng af in de haven van Bilbao.
- 15 - US Airways-vlucht 1549 maakt een geslaagde noodlanding op de Hudson in New York.
- 20 - Inauguratie van Barack Obama, de opvolger van George W. Bush, als 44ste president van de Verenigde Staten.
- 21 - Bij decreet heft Paus Benedictus XVI de excommunicatie op van vier uiterst conservatieve bisschoppen van de Priesterbroederschap Sint Pius X.
- 23 - Bij een steekpartij in Sint-Gillis-bij-Dendermonde steekt een 20-jarige man twee kinderen en een volwassene dood in een kinderdagverblijf. Er zijn daarnaast nog twaalf zwaargewonden, die naar het ziekenhuis zijn gebracht.
- 28 - In het Rotterdamse openbaar vervoer wordt de OV-chipkaart verplicht.

### februari
- 1 - De Super Bowl XLIII wordt gehouden in Tampa, Florida.
- 1 - Het Italiaans leger grijpt in op een afvallig eiland en herovert het eiland Mal di Ventre. Op het eiland was de republiek Malu Entu uitgeroepen.[2]
- 7 - Australië wordt geteisterd door de ergste bosbranden in zijn geschiedenis, de Black Saturday bushfires. 173 mensen komen om. Later blijkt dat de branden zijn aangestoken.
- 10 - De Postbank gaat geheel op in de ING Bank.
- 25 - Vlucht 1951 van Turkish Airlines stort neer vlak voor de landing op Schiphol. Negen van de 135 inzittenden komen om het leven.

### maart
- 9 - De AEX (beursindex Amsterdam) bereikt een historisch dieptepunt en zakt onder de 200 punten.
- 11 - In het Duitse Winnenden schiet een 17-jarige op zijn oude school 15 mensen dood, waarna hij zelfmoord pleegt.
- 19 - De Oostenrijker Josef Fritzl (73) wordt tot levenslange gevangenisstraf en psychiatrische opsluiting veroordeeld in een grote incestzaak.
- 29 - De KLM staakt na 75 jaar haar vluchten op Aruba. De vier vluchten per week worden overgedaan aan dochtermaatschappij Martinair.
- 31 - In Den Haag wordt op de Afghanistantop door een groot aantal landen en organisaties gesproken over de toekomst van Afghanistan.

### april
- 1 - Albanië en Kroatië treden toe tot de NAVO.
- 2 - In Londen komen de regeringsleiders van de G20-landen bijeen voor de tweede G20-top.
- 4 - Op de zestigste verjaardag van de NAVO keert Frankrijk terug in de gelederen.
- 6 - In de streek rond het stadje l'Aquila in Italië vindt omstreeks 03.32 een aardbeving van 6,3 op de schaal van Richter plaats. Er vallen ongeveer 300 doden en duizenden mensen raken dakloos.
- 18 - In de Indische Oceaan wordt het Belgisch baggerschip de Pompeï gekaapt. De kaping duurt 71 dagen en eindigt na het betalen van losgeld.
- 19 - Voetbalclub AZ wordt voor de tweede keer in de clubhistorie kampioen van de Nederlandse Eredivisie.
- 25 - De Wereldgezondheidsorganisatie uit bezorgdheid over het "pandemische potentieel" van de Mexicaanse griep.
- 30 - De Koninginnedagviering in Apeldoorn en grote delen van Nederland wordt afgebroken na een mislukte aanslag op de koningin en haar familie.

### mei
- 1 - Het werk Adolescence van Salvador Dalí wordt gestolen uit het Scheringa Museum voor Realisme
- 9 - De bevolking van Curaçao kiest in meerderheid voor de status van land binnen het Koninkrijk.
- 10 - Notch brengt Cave Game uit. Dit is de voorloper van het huidige Minecraft.
- 13-24 - 62e editie van het Festival van Cannes.
- 16 - Alexander Rybak wint voor Noorwegen het Eurovisiesongfestival met het liedje Fairytale.
- 20 - In Indonesië vallen bijna 100 doden als een C-130 Hercules van de luchtmacht neerstort vlak voor de landing.

### juni
- 1 - Air France-vlucht 447 stort neer in de Atlantische Oceaan.
- 4-7 - Verkiezingen voor het Europees Parlement.
- 11 - De Wereldgezondheidsorganisatie verklaart de Mexicaanse griep tot pandemie.
- 13 - Als bij de Iraanse presidentsverkiezingen zittend president Mahmoud Ahmadinejad wordt herkozen, wordt hij door de oppositie van fraude beschuldigd en vinden verschillende protesten plaats.
- 20 - Opening van het nieuwe Acropolismuseum in Athene.
- 22 - Metro-ongeluk in Washington: bij een botsing tussen 2 metro's vallen 9 doden en 76 gewonden.
- 25 - De Amerikaanse zanger Michael Jackson overlijdt aan een hartstilstand in zijn huis in Bel Air (Los Angeles).
- 29 - Paus Benedictus XVI publiceert Caritas in Veritate, de encycliek over integrale ontwikkeling, mede geschreven tegen de achtergrond van de kredietcrisis.
- 30 - Een Airbus A310 stort neer bij de Comoren vlak voor de landing.

### juli
- 1 - De Nederlandse vliegtaks die op 1 juli 2008 werd ingevoerd wordt afgeschaft.
- 5 - Bij etnische onlusten tussen Oeigoeren en Han-Chinezen komen in Ürümqi, de hoofdstad van de Noordwest-Chinese autonome regio Xinjiang, meer dan 150 mensen om. Honderden raken gewond of worden gearresteerd.
- 5 - De schat van Staffordshire wordt ontdekt nabij de stad Lichfield.
- 15 - Een Toepolev Tu-154 van Caspian Airlines stort neer in Iran. Alle inzittenden komen om het leven.
- 23 - In Caracas wordt de Venezolaanse voetbalclub Atlético Venezuela opgericht.
- 25 - De Braziliaanse Formule-1 coureur Felipe Massa, raakt tijdens de kwalificatie zwaar gewond bij een ongeluk op de Hungaroring in Hongarije. De oorzaak is een afgebroken springveer van de auto, van mede-coureur en landgenoot, Rubens Barrichello.
- 26 - Alberto Contador wint de 96e Ronde van Frankrijk, voor de Luxemburger Andy Schleck.
- 28 - Bij religieus geweld in Nigeria vallen minstens 200 doden.
- 30 - Bij een busongeluk nabij Sant Pol de Mar (Spanje) komen 6 Nederlanders om het leven. Tientallen raakten gewond.

### augustus
- 3 - De Chinese plaats Ziketan wordt getroffen door een kleine golf van de Longpest, die 2 mensen het leven kost.
- 16 - De Jamaicaan Usain Bolt loopt met 9,58 s een nieuw wereldrecord op de 100 m.
- 17 - In de stad Nazran in de Russische deelrepubliek Ingoesjetië wordt een zelfmoordaanslag plaats op het hoofdkwartier van politie gepleegd. Volgens het Russische persbureau Interfax zijn er 20 doden en meer dan 100 gewonden.
- 19 - In het Overijsselse Kampen vindt een gezinsdrama plaats. Tijdens een brand in een woning komen vier jonge kinderen om het leven. De overige gezinsleden, waaronder nog tien kinderen, weten wel tijdig uit het huis te ontkomen.
- 20 - In het Belgische Kleine-Brogel wordt de hoogste dagtemperatuur van het land ooit gemeten: 38,2 °C.
- 20 - De Libiër Abdel Basset al-Megrahi, in 2001 tot levenslang veroordeeld voor de Lockerbie-aanslag in 1988, wordt om humanitaire redenen vrijgelaten. Hij zou lijden aan een terminale vorm van prostaatkanker. Al-Megrahi heeft steeds beweerd onschuldig te zijn.
- 20 - Op de Wereldkampioenschappen atletiek in Berlijn vestigt Usain Bolt een nieuw wereldrecord op de 200 meter: 19,19.
- 21 - Bosbranden in Griekenland laaien op.
- 29 - De 64e Ronde van Spanje, een van de drie grote wielerrondes gaat van start op het TT-Circuit van de Nederlandse stad Assen.

### september
- 6 - Nederland verliest zijn 20e militair sinds het begin van de missie in Afghanistan: Kevin van der Rijdt, korporaal van het Korps Commandotroepen, komt om nabij Deh Rahwod.
- 6 - De HSL-Zuid wordt officieel geopend.
- 7 - Nederland verliest zijn 21e militair sinds het begin van de missie in Afghanistan: Mark Leijsen, Sergeant-Majoor van de Pantsergenie, komt om door een aanslag met een geïmproviseerd explosief.
- 7 - Samoa gaat over op links rijden, omdat de tweedehands auto's die het invoert uit Australië, het stuurwiel rechts hebben.
- 22 - De Nederlands-Argentijnse piloot Julio Poch wordt in Spanje gearresteerd na een Argentijns opsporingsbevel in verband met zijn mogelijke betrokkenheid bij de dodenvluchten.
- 27 - De Pools-Franse filmregisseur Roman Polański wordt gearresteerd in Zwitserland in verband met een zedenzaak uit 1977.
- 29 - Amerikaans-Samoa wordt getroffen door een aardbeving met een schaal van Richter van 8,0. De beving veroorzaakt een tsunami met als gevolg dat 150 mensen de dood vinden, en enkele honderden anderen gewond raken.

### oktober
- 2 - In Ierland stemt een ruime meerderheid van de bevolking in een referendum voor het Verdrag van Lissabon, een hervormingsverdrag van de Europese Unie. In een eerder referendum in 2008 wees een meerderheid van de Ieren het verdrag nog af.
- 2 - Het IOC wijst de organisatie van de Olympische Spelen van 2016 toe aan het Braziliaanse Rio de Janeiro.
- 3 - Josje Huisman wint de finale van K2 zoekt K3 en is daarmee het nieuwste lid van de van oorsprong Vlaamse meidengroep K3. Ze volgt Kathleen Aerts op.
- 9 - Barack Obama wint de Nobelprijs voor de Vrede 2009.
- 11 - Pater Damiaan wordt door Paus Benedictus heilig verklaard.
- 18 - In Antwerpen wordt een volksraadpleging gehouden over de Oosterweelverbinding. Een grote meerderheid stemt tegen de bouw van het tracé.
- 18 - In Amsterdam wordt het eerste Repair Café gehouden, waar men hulp van vrijwilligers kan krijgen bij het zelf repareren van kapotte apparaten.
- 19 - DSB Bank wordt failliet verklaard.
- 22 - Releasedatum van Windows 7.
- 25 - Zine El Abidine Ben Ali wordt herverkozen als president van Tunesië en begint aan z'n 5e mandaat.
- 25 - Het series 13 in de oorlog begon.
- 30 - Prinses Margriet opent het Bevrijdingsmuseum Zeeland.
- 31 - Einde benoemingstermijn van de in 2004 aangetreden Europese Commissie.

### november
- 9 - Herdenking Val van de Muur, die dit jaar 20 jaar geleden gevallen is.
- 13 - De NASA maakt bekend 90 liter water in vaste vorm te hebben gevonden op de maan.
- 19 - De Belgische politicus Herman Van Rompuy wordt gekozen als eerste President van de Europese Raad.
- 21 - Het Junior Eurovisiesongfestival 2009 wordt gehouden in Oekraïne, en wordt gewonnen door Nederland met Ralf Mackenbach met Click Clack met 121 punten.
- 27 - In Rusland kost een aanslag op een hogesnelheidstrein aan 26 mensen het leven. Deze aanslag wordt opgeëist door het Kaukasisch Emiraat.
- 29 - Rwanda sluit zich aan bij het Gemenebest van Naties en wordt het 54e lid.

### december
- 1 - Het Verdrag van Lissabon treedt in werking.
- 1 - Na een verblijf van ruim zes maanden in de ruimte keert Frank De Winne terug op aarde.
- 4 - Bij een brand in een nachtclub in de Russische stad Perm als gevolg van een vuurwerkongeluk vallen ruim 150 doden.
- 10 - Na een week van stakingen en onlusten in Haiderabad (Andhra Pradesh) besluit de Indiase regering tot de stichting van een nieuwe deelstaat Telangana.
- 13 - De Thalys gaat rijden op het tracé van de Hogesnelheidslijn Schiphol - Antwerpen.
- 16 - Enkele dagen sneeuwval ontregelen het verkeer in Europa.
- 18 - De internationale klimaattop in Kopenhagen wordt afgesloten met een omstreden akkoord.
- 24 - Er vinden rellen in het dorpje Papatam bij Albina in Suriname plaats. Honderden marrons vallen na een ruzie tussen twee goudzoekers Braziliaanse goudzoekers en Chinese winkeliers aan. Er vallen dertien gewonden en twintig Braziliaanse vrouwen worden verkracht; honderden mensen raken hun onderkomen kwijt.
- 25 - Northwest Airlines-vlucht 253, een passagiersvlucht van Amsterdam naar Detroit, wordt het doelwit van een mislukte aanslag.
- 31 - Sluiting van de kerncentrale Ignalina in Litouwen.
- december - Het Finse computerspel Angry Birds komt op de markt.

## Muziek

### Klassieke muziek
- 22 februari: Sofia Goebaidoelina's Repentance is voor het eerst te horen
- 5 maart: Rolf Wallins Imella is voor het eerst te horen
- 20 mei: Magnus Lindbergs Graffiti
- 29 mei: Poul Ruders' Symfonie nr. 3 is voor het eerst te horen
- 18 juni: Erkki-Sven Tüürs Symfonie nr. 7 is voor het eerst te horen
- 25 juni: Jouni Kaipainens Aubade Beninoise is voor het eerst te horen
- 25 juni: Kalevi Aho's orgelsymfonie Alles Vergängliche is voor het eerst te horen
- 29 juni: Leonardo Balada's Capriccio nr. 5 is voor het eerst te horen
- 25 juli: Sebastian Fagerlunds opera Döbeln is voor het eerst te zien
- 31 juli: Aulis Sallinens Kamermuziek VII is voor het eerst te horen
- 25 september: Jouni Kaipainens Symfonie nr. 4 is voor het eerst te horen
- 1 oktober: Roberto Sierra's Symfonie nr. 4 is voor het eerst te horen
- 5 november: Kalevi Aho's Minea is voor het eerst te horen

### Populaire muziek
Bestverkochte singles in Nederland:
1. Lisa - Hallelujah
2. Damaru & Jan Smit - Mi rowsu (Tuintje in mijn hart)
3. K3 - MaMaSé!
4. Lady Gaga - Poker face
5. Krezip - Sweet goodbyes
6. The Black Eyed Peas - I gotta feeling
7. Adele -  Make you feel my love
8. Anouk - Three days in a row
9. Madcon - Beggin'
10. Marco Borsato - Dochters

Bestverkochte albums in Nederland:
1. Adele - 19
2. Anouk - For bitter or worse
3. Nick & Simon - Luister
4. U2 - No line on the horizon
5. Krezip - Best of Krezip
6. Michael Jackson - King of Pop - The Dutch collection
7. K3 - MaMaSé!
8. Ilse DeLange - Incredible
9. Guus Meeuwis - NW8
10. Kings of Leon - Only by the night

Bestverkochte singles in Vlaanderen:
1. Lady Gaga - Poker face
2. K3 - MaMaSé!
3. Kings of Leon - Use somebody
4. The Black Eyed Peas - I gotta feeling
5. The Black Eyed Peas - Boom boom pow
6. Lily Allen - Fuck you
7. Discobitch - C'est beau la bourgeoisie
8. Paul & Fritz Kalkbrenner - Sky and sand
9. Gossip - Heavy cross
10. Kid Cudi & Crookers - Day 'n' nite

Bestverkochte albums in Vlaanderen:
1. Kings of Leon - Only by the night
2. K3 - MaMaSé!
3. Lady Linn and her Magnificent Seven - Here we go again
4. Various Artists - Junior Eurosong 2009
5. U2 - No line on the horizon
6. The Sunsets - The Sunsets
7. Clouseau - Zij aan zij
8. Lady Gaga - The fame
9. Coldplay - Viva la vida or death and all his friends
10. Michael Jackson - The collection

## Beeldende kunst

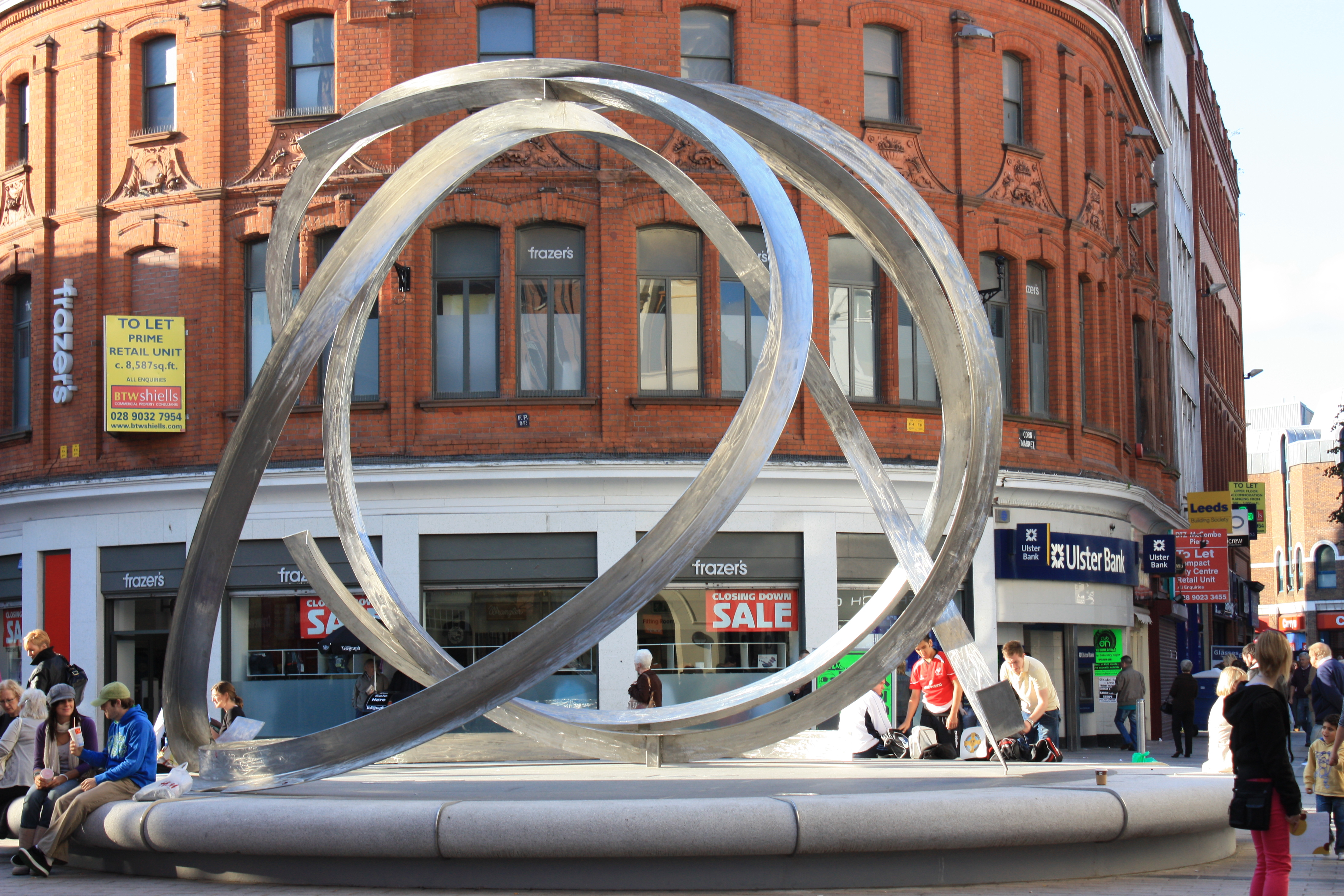
Spirit of Belfast (2009) Dan George, Belfast
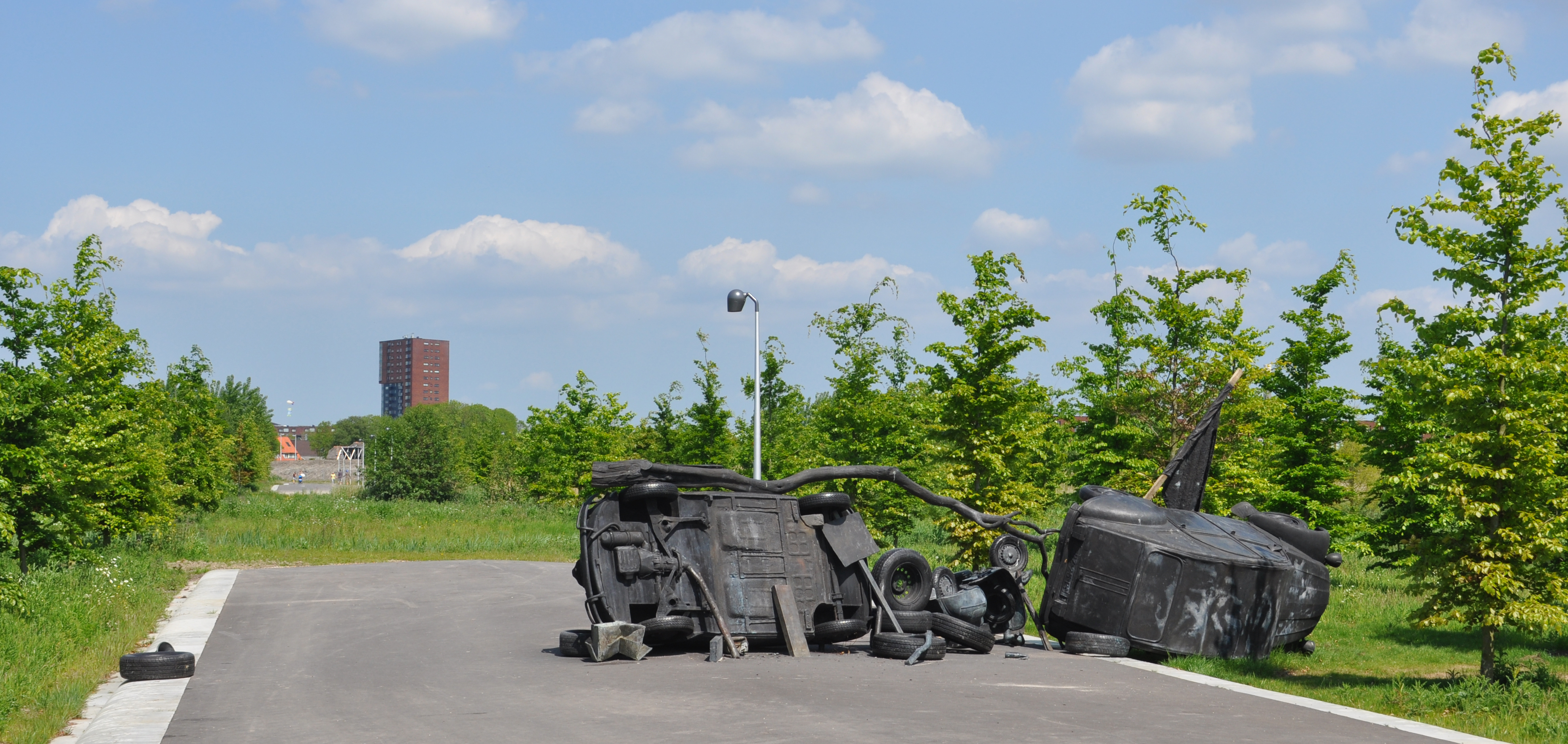
"Barricade" door Fernando Sanchez Castillo in het Utrechtse Máximapark.

## Bouwkunst
- In Athene wordt het nieuwe Akropolismuseum geopend, ontworpen door de Zwitserse architect Bernard Tschumi.

## Geboren
- 24 april - Claudia Scheunemann, Indonesisch voetbalster
- 27 mei - Maëlle Lakrar, Frans voetbalster
- 26 september - Alisha Weir, Iers kindactrice
- 8 oktober - Gordon Cormier, Canadees acteur

## Weerextremen

### in België
- 7 januari: laagste minimumtemperatuur −12,8 °C.
- februari: februari met laagste zonneschijnduur: 33 uur (normaal 90 uur).
- 10 april: hoogste etmaalgemiddelde temperatuur 17,7 °C en hoogste maximumtemperatuur 23,5 °C ooit op deze dag.
- 11 april: hoogste etmaalgemiddelde temperatuur 17,5 °C ooit op deze dag.
- 16 april: hoogste etmaalsom van de neerslag 17,9 mm ooit op deze dag.
- lente: na 2007, lente met hoogste gemiddelde temperatuur: 11,2 °C (normaal 9,5 °C).
- 20 augustus: maximumtemperatuur 38,2 °C in Kleine-Brogel (record sinds het oprichting weerstation in 1954). In Ukkel 33 °C.
- herfst: na 2006, herfst met hoogste gemiddelde temperatuur: 12,3 °C (normaal 10,4 °C).[3]

### in Nederland
- Op een na zonnigste jaar sinds 1901: 1838 uren zon
- Op een na warmste novembermaand: 9,5 °C (normaal 6,2 °C)
- Recordtemperaturen Ell : −20,8 °C op 6 januari, 37,0 °C op 20 augustus gemeten.[4]